# Torre de San Martín
La torre de San Martín de Teruel es una edificación del mudéjar aragonés de España catalogada en 1986 como Patrimonio de la Humanidad. Fue erigida en 1316 y reformada en el siglo XVI, en que se le añadió un basamento de piedra.

## Historia
Fue edificada entre 1315 y 1316 y reformada entre 1549 y 1551 por Quinto Pierres Vedel, que eliminó viviendas adosadas para dejar una plaza abierta ante la torre y construyó un refuerzo de sillería en su base para reparar y prevenir la degradación de su parte baja, muy erosionada por las humedades. En 1926 Ricardo García Guereta acometió una importante restauración; en la posguerra española Manuel Lorente Junquera volvió a intervenir en la torre restituyendo piezas cerámicas con un tono más tenue que el de las originales. Entre 2002 y 2007 se produjo una restauración completa, tanto en el interior como en el exterior, por la que fue recuperada la antigua entrada de debajo de la torre.

## Descripción
Se ubica en la plaza de Pérez Prado, frente a la calle de los Amantes. Es, como otras de las torres de la capital turolense, una torre-puerta de ladrillo con ornamentos de cerámica vidriada bajo la que pasa la cuesta de la Andaquilla. Es practicable en su base a través de una bóveda ojival. En el primer cuerpo son visibles tres de sus caras, pues la cuarta está adosada a la iglesia de San Martín, de época barroca.
La torre imita la estructura del minarete almohade con dos torres cuadradas concéntricas entre las que se sitúan las escaleras. La torre interior presenta tres pisos superpuestos cubiertos con bóveda de crucería.

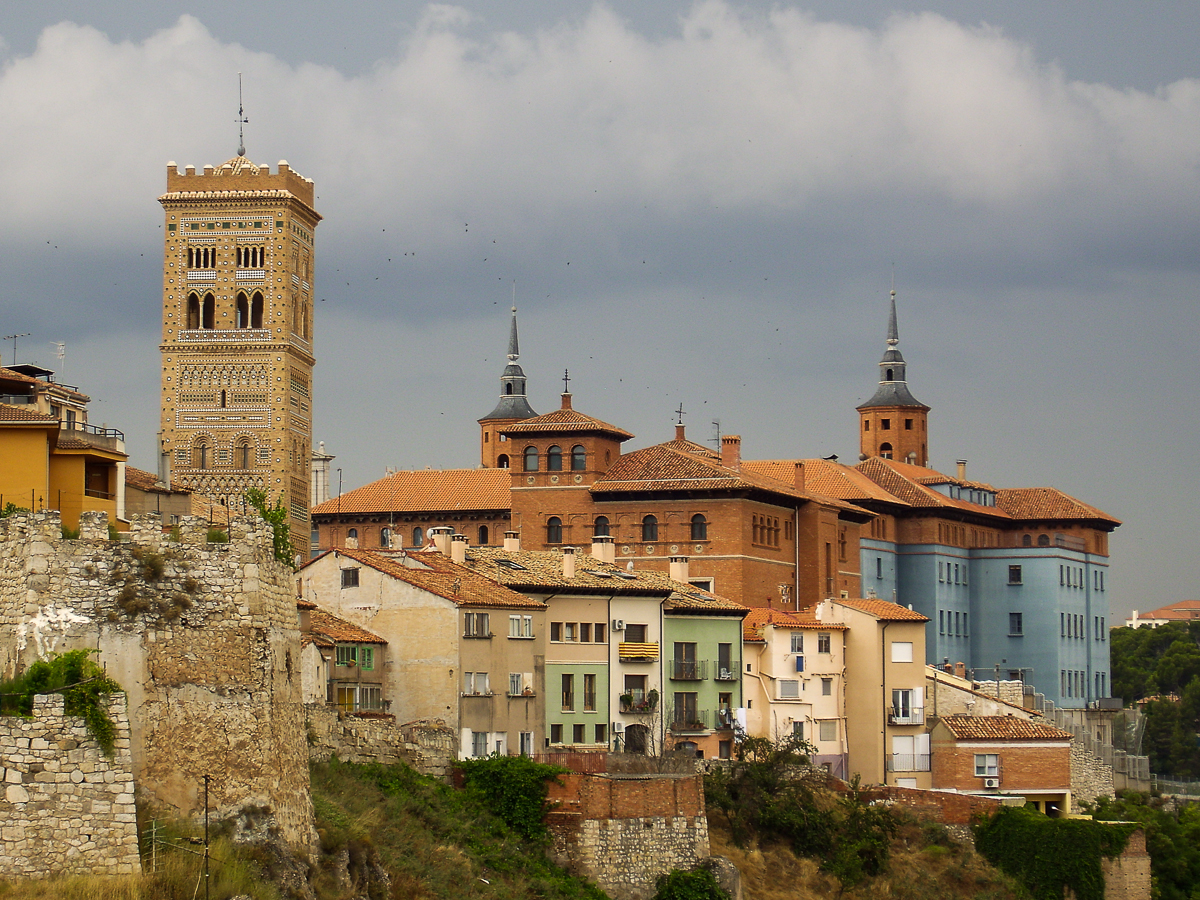
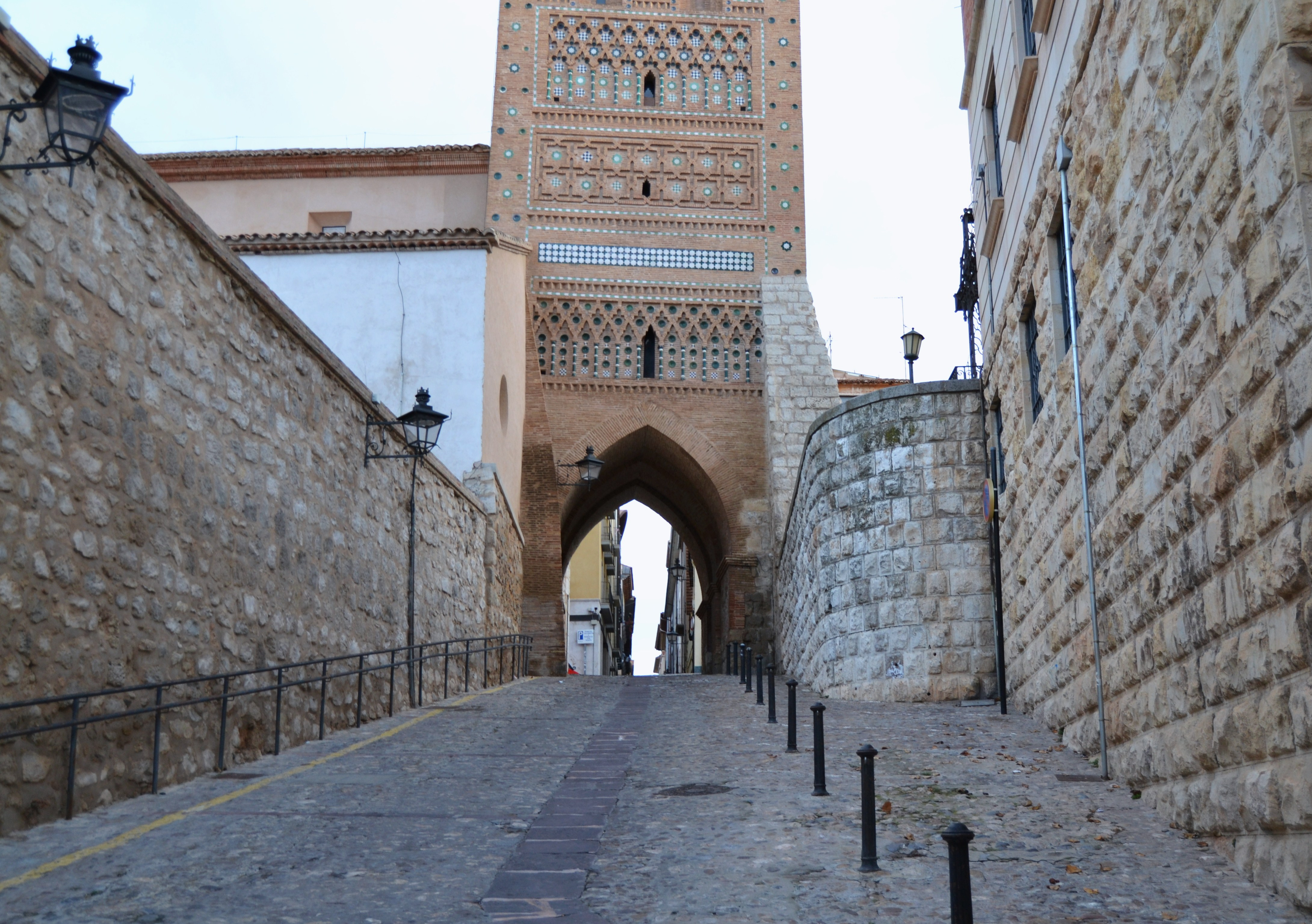
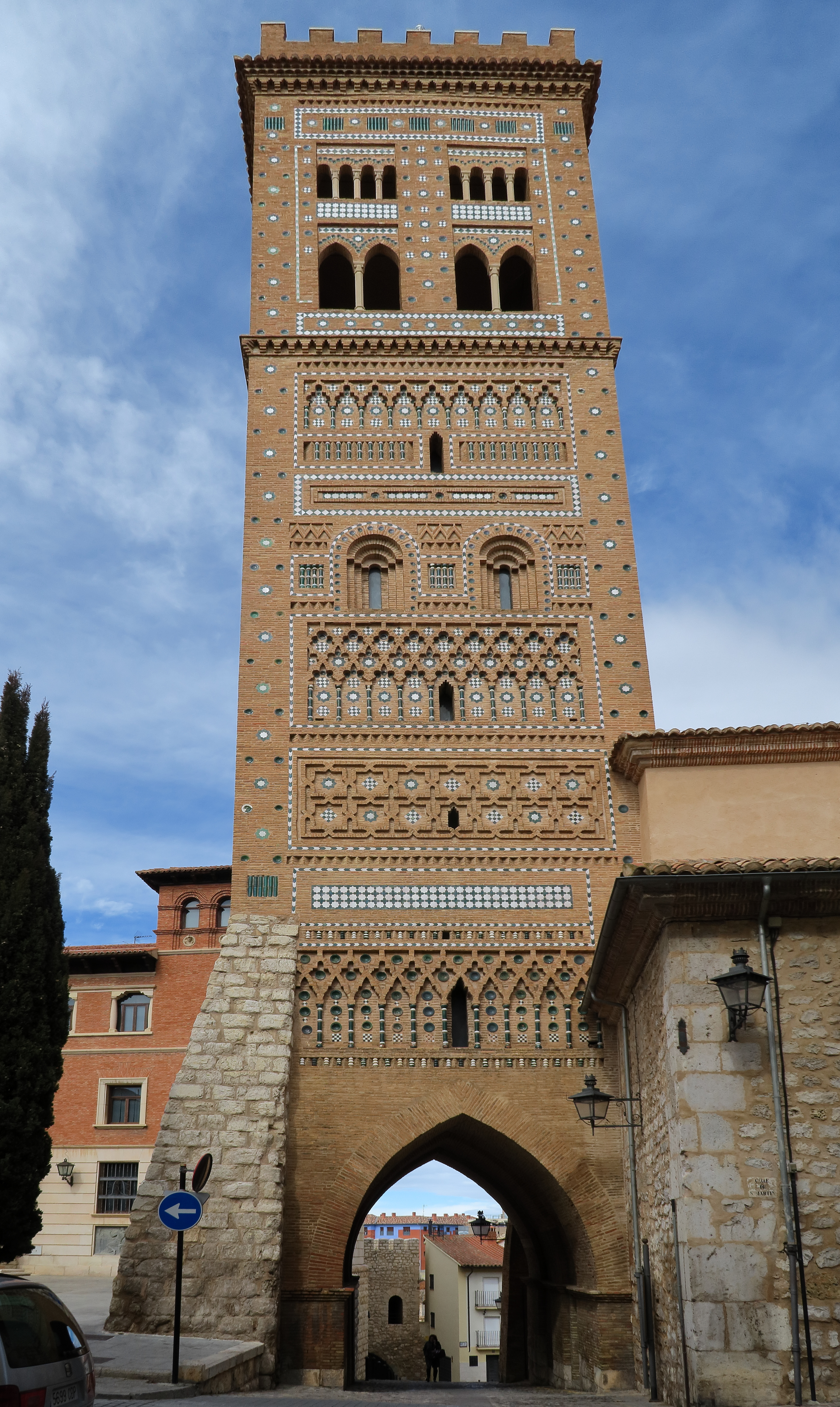
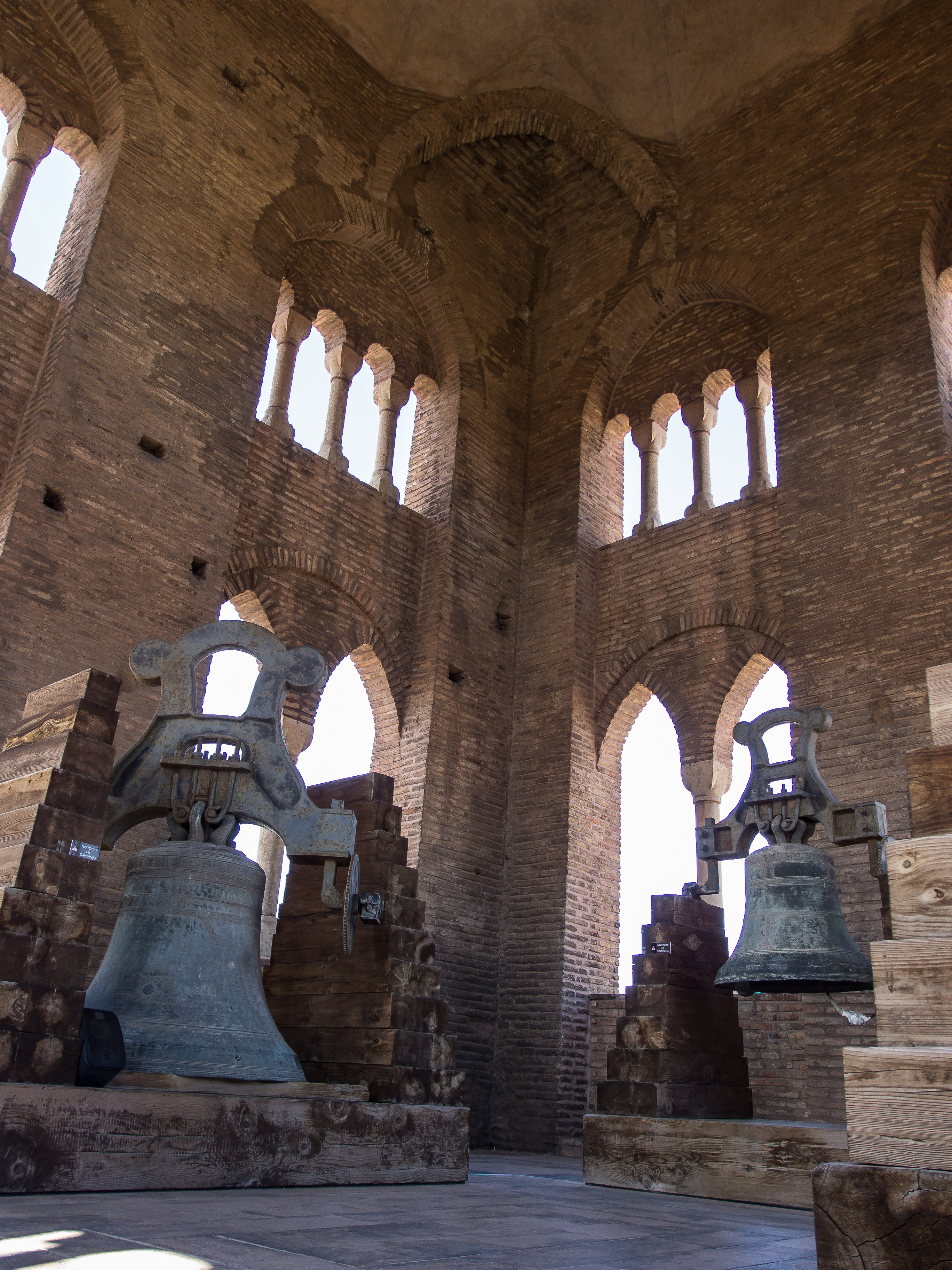
Interior

## Monumento Nacional y Patrimonio de la Humanidad
Siendo Carlos Castel y González de Amezúa (1873-1927) subsecretario de Instrucción Pública se «inició el expediente de declaración de monumentos nacionales a las torres mudéjares de San Martín y de El Salvador».
El conjunto monumental mudéjar de la ciudad de Teruel fue declarado Patrimonio de la Humanidad por la Unesco en 1986. La justificación de su importancia fue descrita en estos términos:

El desarrollo en el siglo XII del arte Mudéjar en Aragón es consecuencia de las condiciones políticas, sociales y culturales particulares que prevalecieron en España después de la Reconquista. Este arte, influido por la tradición islámica, refleja también los varios estilos europeos contemporáneos, particularmente el gótico. Presente hasta el inicio del siglo XVII, está caracterizado por un uso extremadamente refinado e inventivo del ladrillo y de azulejos esmaltados en arquitectura, especialmente en los campanarios de iglesias.
Declaración del Mudéjar Aragonés en la página oficial de la UNESCO

La justificación de la declaración está sustentada en el criterio IV de la misma organización:

Criterio IV. Por ser un ejemplo excepcional de un tipo de edificio, conjunto arquitectónico o tecnológico o paisaje que ilustra un periodo significativo en la historia humana.
Criterios de selección (UNESCO, Patrimonio de la Humanidad).

Detalles del alzado
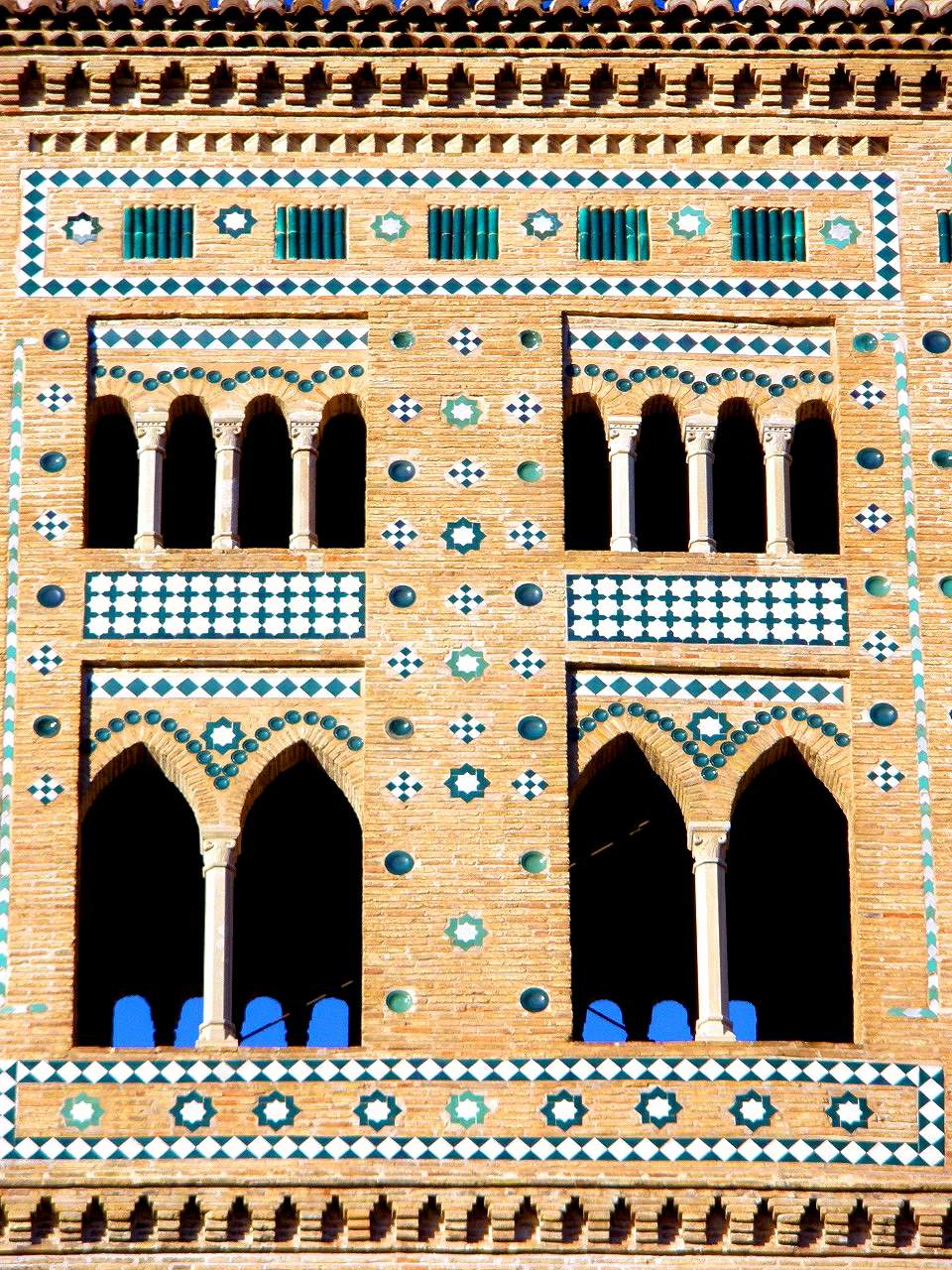
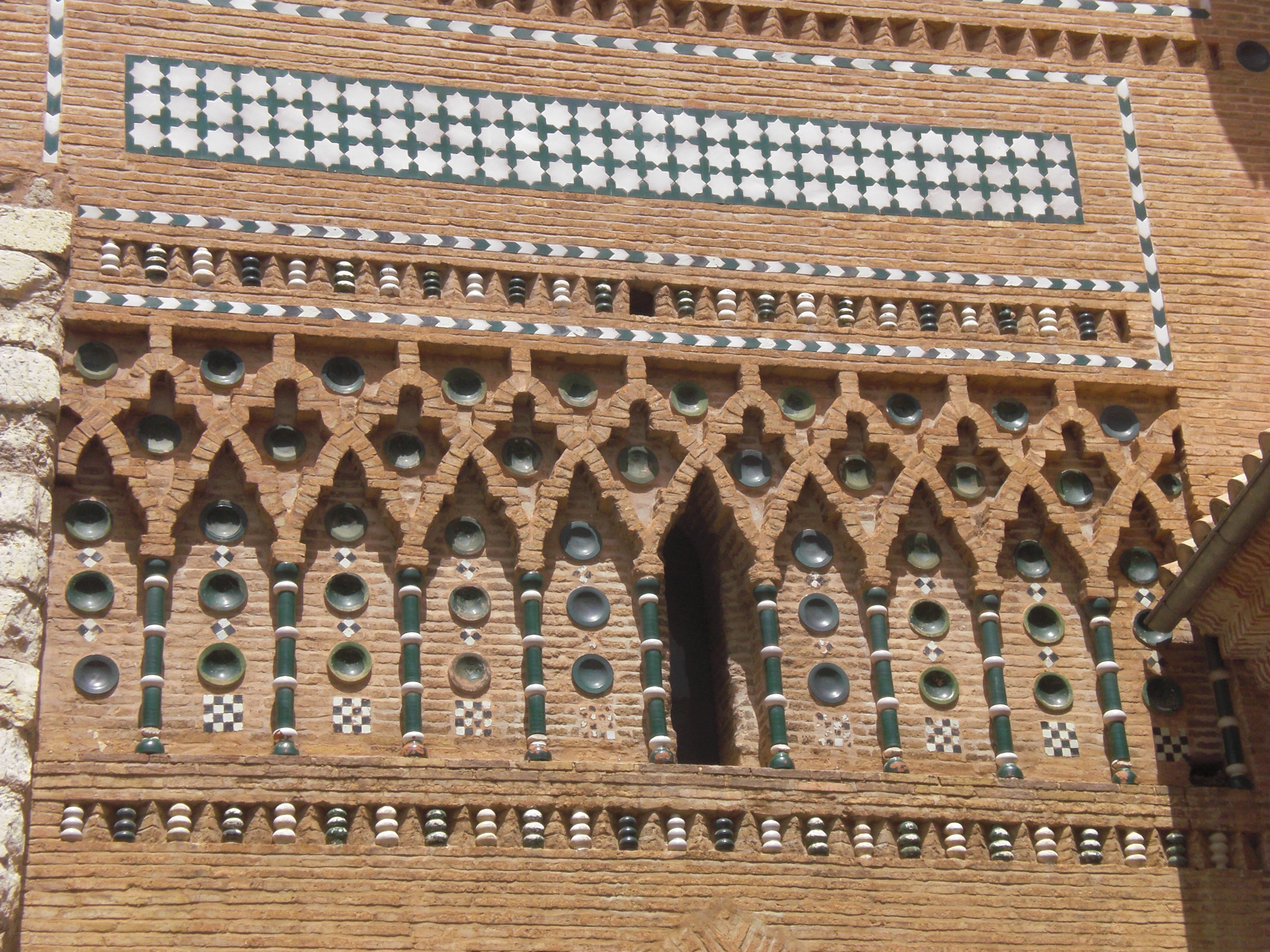
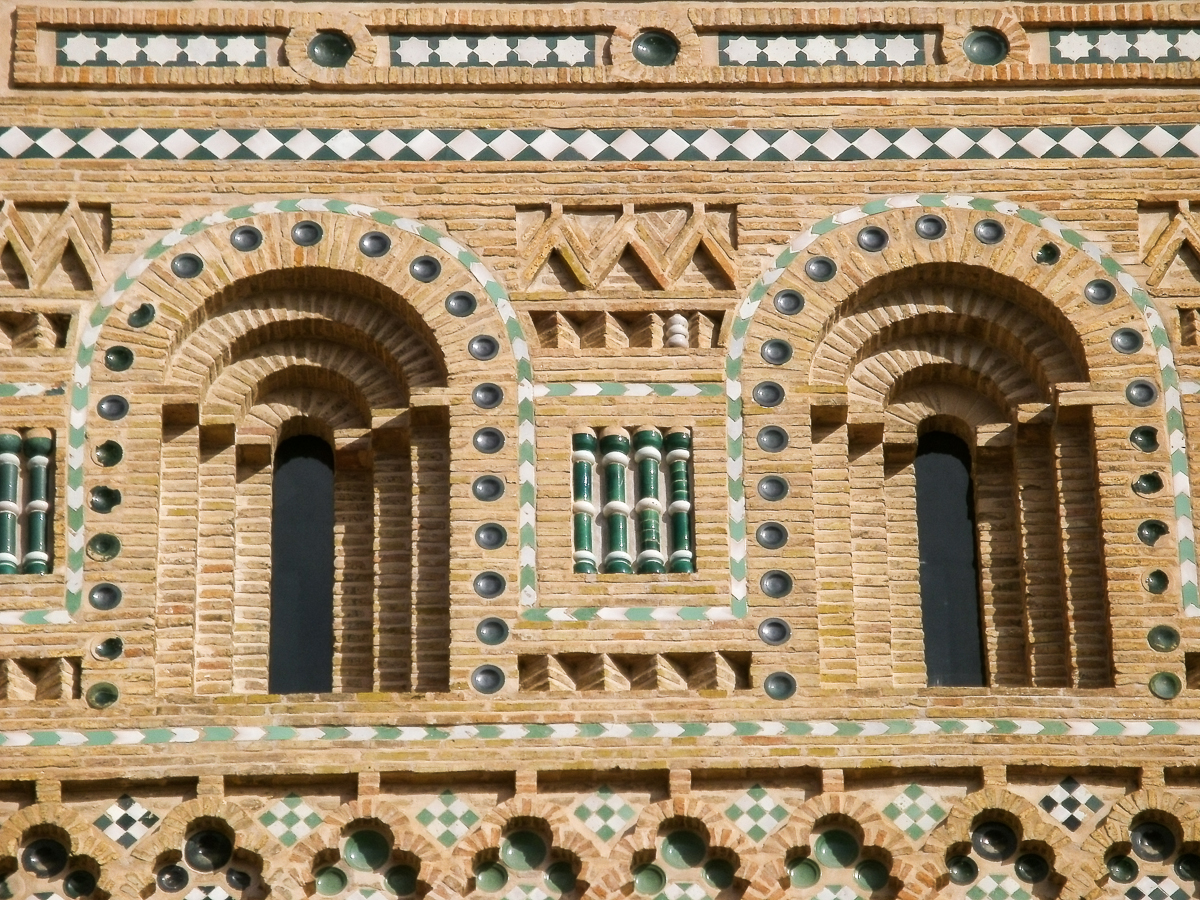
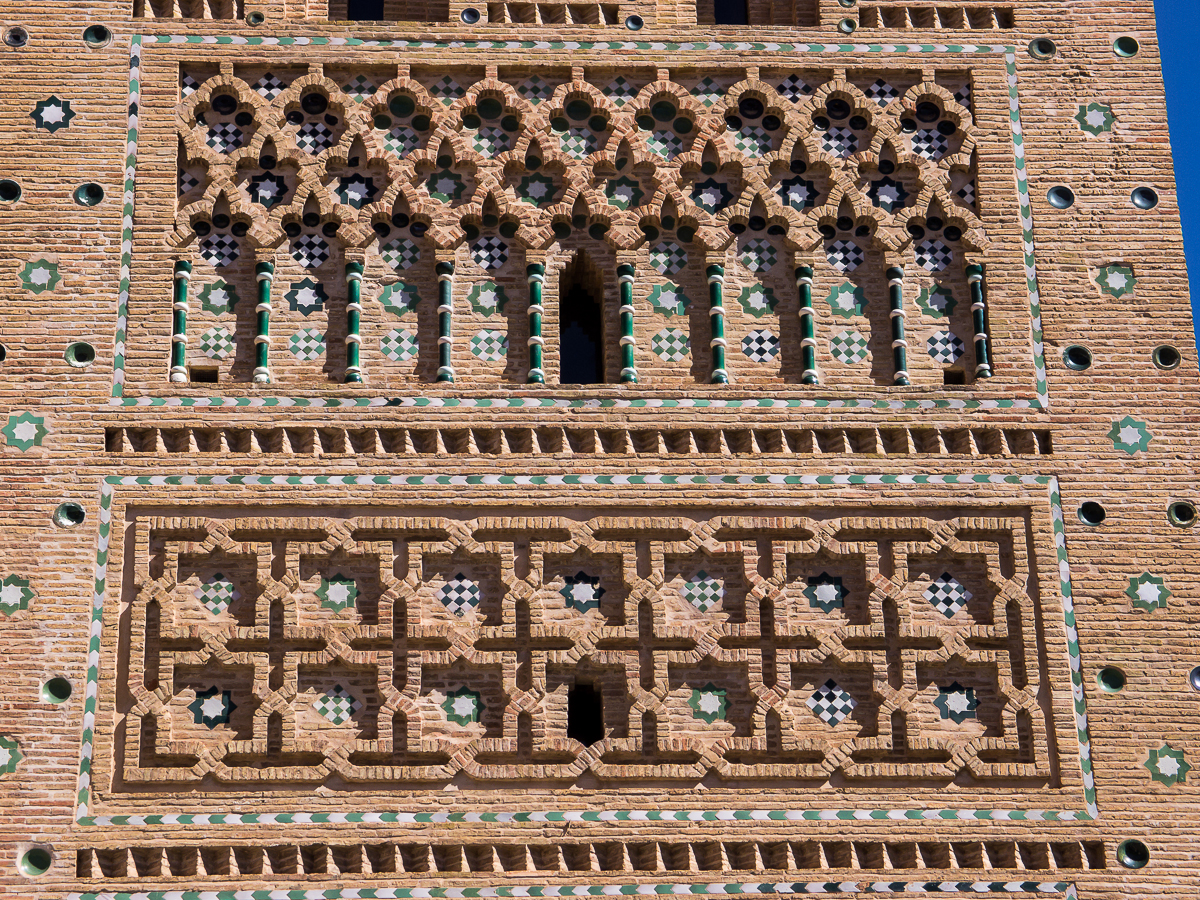